# Вестрено
Вестрѐно (на италиански: Vestreno, на западноломбардски: Vestren, Вестрен) е село в Северна Италия, община Валвароне, провинция Леко, регион Ломбардия. Разположено е на 587 m надморска височина.